# Armando de Armas (escritor)
Armando de Armas (Santa Clara, Cuba, 15 de octubre de 1958-Miami, 8 de octubre de 2024) fue un escritor cubano que incursionó en los géneros novela, cuento y ensayo, además de destacarse como periodista.

## Biografía
Se graduó como licenciado en Filología por la Universidad Central de Las Villas. En los años noventa formó parte del movimiento de derechos humanos y de cultura independiente que se manifestaba dentro de la isla. En 1994 logró escapar de Cuba con un grupo de amigos en un barco, recibiendo posteriormente asilo político en Estados Unidos. La revista Lettre International de Berlín publicó en 1999 una extensa crónica suya sobre la fuga desde la isla. El 2 de septiembre de 1995 sobrevivió al naufragio en el estrecho de la Florida del barco ‘’Sundown II’’,que formaba parte de la Flotilla Democracia, compuesta de exiliados cubanos que se dirigían a La Habana en protesta contra el régimen de Fidel Castro.
En 1997 fundó, junto a los escritores Ángel Cuadra, Indaniro Restano, Octavio Costa y Reinaldo Bragado Bretaña, el capítulo del PEN Club de Escritores Cubanos en el Exilio, del cual fue vicepresidente.
El 31 de agosto de 2007, formó parte de una delegación de líderes del exilio cubano y de legisladores del Congreso de Estados Unidos que, invitados por el Gobierno de Polonia, firmaron junto al presidente polaco Lech Kaczyński el Acuerdo por la Democracia en Cuba en la ciudad de Lubin.
De Armas escribió además para la página Radio y Televisión Martí, donde condujo la sección de Arte y Cultura.

## Obra literaria
Autor de las novelas La tabla (Fundación Hispano Cubana, Madrid, 2008) y Caballeros en el Tiempo (Atmósfera Literaria, Madrid, 2013). Escribió varios libros de ensayos como Mitos del antiexilio, publicado en Miami en 2007 y traducido al italiano y al inglés; y Los naipes en el espejo, editado en Nueva York en 2011 por Latin Heritage Foundation. 
Entre sus colecciones de relatos se encuentran Mala jugada (Miami, 1996 y The WriteDeal, 2012) y Carga de la Caballería (Miami, 2006). Su relato Dedos fue publicado en 2011 por The WriteDeal. 
Sus cuentos, artículos y ensayos han aparecido en numerosas antologías y han sido traducidos a diversos idiomas en el mundo.